# Fireglow Games
Fireglow Games ist ein russischer Computerspiel-Entwickler. Das Studio zeichnete vor allem für die Entwicklung der Sudden-Strike-Reihe verantwortlich.
1999 wurde das Studio gegründet, das 2006 expandierte. Es wurde eigenes Publishing Label (Fireglow Games Publishing) gegründet, das Spiele sowohl von Fireglow selbst als auch von Dritten vertreibt. CEO des neuen Labels wurde Christoph Syring, der ehemalige Vorstandsvorsitzende von Cdv Software Entertainment. Zudem wurden zwei weitere Unternehmenssparten aufgebaut: Fireglow Casual Studio, das sich mit der Entwicklung von Casual Games beschäftigt, unter anderem für den iPod, sowie Fireglow Online Games.

## Spiele
- Sudden Strike (2000) und dessen Add-on Sudden Strike: Forever (2001)
- Sudden Strike II (2002)
- Cold War Conflicts (2003)
- Sudden Strike: Resource War (2004)
- Sudden Strike 3: Arms for Victory (2007)
- Stranger (2007)
- Pirate's Revenge (2007)
- Blackbeard's Revenge (2007)
- ABOO: Plumeboom's Friends (2008)
- Plumeboom: The First Chapter (2009)
- Deepica (2010)
- The Golden Path of Plumeboom (2011)